# Слонімський район
Сло́німський райо́н — адміністративна одиниця Білорусі, Гродненська область.

## Відомі особистості
У районі народились:
- Бількевич Іван Кіндратович (1883—1960) — білоруський мовознавець (с. Вороничі[be]).
- Савич Олександр Антонович (1890—1957) — білоруський історик (с. Стара Переволока[be]).

## Географія
Річки: Іса.
| Білорусь | Це незавершена стаття з географії Білорусі. Ви можете допомогти проєкту, виправивши або дописавши її. |